# Mezoiontové karbeny
Mezoiontové karbeny (MIC) jsou skupina reaktivních meziproduktů, která se podobá N-heterocyklickým karbenům (NHC). Využívají se při chemickém výzkumu. Na rozdíl od NHC jsou kanonické rezonanční struktury těchto karbenů mezoiontové: jde o dipolární sloučeniny, které mají ve svých molekulách delokalizovaný kladný i záporný náboj a jejich strukturu tak nelze popsat jedinou mezomerní formou. Je známa řada takových karbenů, které lze izolovat a jsou za pokojové teploty stabilní, i nestabilních, jež mohou podléhat mezimolekulárnímu rozkladu. MIC na rozdíl od NHC nevytvářejí dimery, což vede k menším sterickým požadavkům. Je popsáno několik mezoiontových karbenů, které nelze získat jako čisté sloučeniny, ovšem mohou být připraveny jako ligandy v komplexech s přechodnými kovy. Většina těchto komplexů má nižší citlivost vůči vzduchu a vlhkosti než fosfinové či běžné NHC komplexy a také vykazuje odolnost proti oxidaci. Tyto vlastnosti komplexů MIC vyplývají z toho, že jde o silné σ-donory - silnější než fosfiny nebo N-heterocyklické karbeny v důsledku slabší stabilizace heteroatomu. Síla karbenových ligandů je způsobována elektropozitivními uhlíkovými centry, která vytváří silné kovalentní vazby s kovy. Tyto ligandy snižují energie prodlužujících vibrací v komplexech a vykazují silné trans efekty.

## Rozdělení

### Imidazolin-4-ylideny
Nejlépe prozkoumané mezooiontové karbeny jsou odvozeny od imidazolu a bývají nazývány imidazolin-4-ylideny. Tyto sloučeniny byly poprvé popsány v roce 2001. Tvorba imidazolin-4-ylidenů místo imidazolin-2-ylidenů je obvykle zapříčiněna blokováním pozice C2. Většina imidazolin-4-ylidenů má tři , a to na pozicích N1, C2 a N3, nebo čtyři substituenty. Skupiny odtahující elektrony na pozicích N3 a C5 stabilizují karbeny lépe než skupiny dodávající elektrony. Byly připraveny volné karbeny i mnohé komplexy s přechodnými kovy.

### 1,2,3-triazolylideny
Další dobře prozkoumaná skupina mezoiontových karbenů je odvozena od 1,2,3-triazolu, tyto karbeny se označují jako 1,2,3-triazol-4(nebo 5)-ylideny. První sloučeniny tohoto druhu byly připraveny roku 2008. Nejčastěji bývají trisubstituované s alkyly na pozicích N1 a N3 a aryly na C4 nebo C5. Jsou zde popsány volné karbeny i řada komplexů s přechodnými kovy. Volné karbeny alkylované na N3 se rozkládají reakcemi, v nichž se alkylové skupiny účastní nukleofilních ataků na karben. V případech, kdy se v pozici N3 nachází objemný alkyl či aryl se stabilita karbenu výrazně zvyšuje.

### Pyrazolinylideny
První mezoiontové karbeny založené na pyrazolech byly popsány v roce 2007. Sloučeniny z této skupiny se nazývají pyrazolin-3(nebo 4)-ylideny. Pyrazolin-4-ylideny bývají tetrasubstituované alkyly nebo aryly; pozice C3 a C5 mohou však být substituovány i dusíkatými nebo kyslíkatými skupinami. Elektronové vlastnosti skupin na pozicích C3 a C5 ovlivňují celkové elektronové vlastnosti ligandů a jejich katalytickou aktivitu. I z této skupiny jsou známy jak volné karbeny, tak komplexy s přechodnými kovy.

### Ostatní
Bylo připraveno několik tetrazol-5-ylidenových karbenů založených na tetrazolu. Do poloh N1 a N3 mohou být navázány alkylové i arylové skupiny. Komplexy těchto karbenů a přechodných kovů se připravují in situ. Další skupinu představují mezoiontové karbeny odvozené od isoxazolů a thiazolů. Isoxazol-4-ylideny jsou trisubstituovány v polohách N2, C3 a C5 alkylovými skupinami. Thiazol-5-ylideny bývají trisubstituovány na pozicích C2, N3 a C4, a to aryly. Komplexy s přechodnými kovy se u obou těchto skupin připravují in situ. Byl popsán i 1,3-dithiol-5-ylidenový karben odvozený od 1,3-dithiolanu, který však byl izolován pouze jako komplex.

## Příprava volných karbenů
Mnohé mezoiontové karbeny lze připravit z jejich protonovaných solí deprotonací silnými zásadami, jako jsou bis(trimethylsilyl)amid draselný (KHMDS) a terc-butoxid draselný (KOt-Bu). Draselné zásady se používají, protože nevytvářejí stabilní adukty karbenů s alkalickými kovy.
Imidazolin-4-ylideny se vytváří více než imidazolin-2-ylideny, protože pozice C2 je stíněna. C2 karbeny jsou termodynamicky stabilnější než  C4 karbeny v důsledku rezonančních interakcí a indukčních efektů mezi atomy uhlíku a dusíku. Výpočty také ukázaly, že C4 vodík je méně kyselý než C2 vodík imidazolu. Z tohoto důvodu bývá pozice C2 aktivována přednostně před pozicí C4, pokud C2 není stíněna; to mohou způsobovat arylové a velké alkylové skupiny (například izopropyl).

## Komplexy s kovy
Velké množství karbenů není možné izolovat jako volné karbeny, ale lze je použít jako ligandy v komplexech s přechodnými kovy. Jsou známy komplexy mezoiontových karbenů s Fe, Os, Rh, Ir, Ni, Pd, Pt, Cu a Ag, Sm a Y. Komplexy MIC lze získat mnoha způsoby.
Mezoiontové karbeny mohou být připraveny reakcemi svých solí se silnými zásadami. Vzniklé karbeny poté tvoří komplexy s  kovy nacházejícími se v reakční směsi skrze výměnu ligandů.
Nejčastěji se na přípravu používají přímá metalace aktivací vazby C-H nebo oxidační adicí. Aktivace vazby C‒H vede k oxidační adici karbenového ligandu na kovové centrum. Přímá metalace obvykle vyžaduje blokování míst, na kterých by mohlo docházet ke vzniku NHC komplexů — vhodnými substituenty jsou zde fenyl a isopropyl. Menší substituenty lze odstranit. Přímá metalace imidazoliových solí stříbrem může způsobit štěpení na pozici C2, je-li jako blokující skupina použit methyl, což má za následek vznik obyčejného NHC karbenu. n-Alkylové a benzylové skupiny mívají podobné účinky. Tvorba MIC komplexů místo NHC komplexů může být rovněž ovlivněna sterickými efekty; například u imidazoliových solí pozice C2 nemusí být blokována, jestliže substituenty na dusících (N1 nebo N3) vytvářejí významné sterické interakce. Interakce mezi substituenty na dusících a kovovým centrem brání tvorbě komplexů NHC. Jestliže je karben součástí bidentátního ligandu se stericky ovlivněnou geometrií, tak také může docházet k přednostními vytváření MIC komplexu. Protianionty imidazoliových solí též mají vliv na to, zda vznikají NHC nebo MIC.  NHC nejčastěji vznikají heterolytickým štěpením vazeb, takže u malých koordinujících aniontů převládá tento mechanismus. Vznik MIC formation obvykle probíhá oxidační adicí, kterou upřednostňují nekoordinující a nepolární anionty, například BF4− nebo SbF6−. Existují i jiné metody, zaměřené na aktivaci požadovaného uhlíku namísto deaktivace nechtěných; to lze provést pomocí halogenů, protože vazba C-X (X = halogenid) se aktivuje snadněji než vazba C-H. Tento postup vede k oxidační adici halogenidu karbenu na kov s nízkým oxidačním číslem.
Běžnou metodou je rovněž transmetalace. Při tomto postupu se většinou nejprve přímou metalací připraví stříbrný komplex, jenž poté reaguje se solí požadovaného kovu. Produkty jsou komplex MIC s tímto kovem a sraženina stříbrné soli.

## Využití vkatalýze
Mezoiontové karbeny jsou velmi dobrými σ-donory a usnadňují oxidační adice kovových center, díky tomu by mohly být MIC ligandy využívány jako součásti katalyzátorů. Komplexy MIC a přechodných kovů byly experimentálně použity jako katalyzátory metateze olefinů, metatetických uzavírání kruhů i metatetických polymerizací. Komplexy MIC mají v mnoha případech lepší vlastnosti než odpovídající komplexy NHC. Luze je použít jako katalyzátory Suzukiově-Mijaurově i Heckově-Mizorokiově reakci. I zde jsou MIC katalyzátory často lepší než ty založené na NHC; například při metatezi olefinů jsou MIC katalyzátory aktivní za pokojové teploty po přidání Brønstedovy kyseliny, například chlorovodíkové nebo trifluoroctové, zatímco NHC katalyzátory se musí aktivovat zahříváním na vysoké teploty. MIC komplexy také mohou katalyzovat hydrogenace alkenů. Ukázalo se jejich možné využití při hydrogenacích koncových a cis-alkenů. Lepší vlastnosti katalyzátorů odvozených od MIC oproti jejich NHC analogům jsou způsobeny tím, že MIC ligandy jsou silnějšími donory elektronů, lépe navyšují elektronovou hustotu a tím vybuzují vodíkové atomy směrem k oxidačním adicím na kovy. Komplexy MIC je možné použít například u hydrogenací diarylketonů s využitím izopropylalkoholu jako zdroje vodíku. Komplexní sloučeniny obsahující MIC také mohou fungovat jako katalyzátory oxidací alkoholů a aminů za nepřítomnosti zásad a oxidačních činidel. Některé tyto komplexy lze použít k  přípravě arylamidů; jiné zase při hydroarylacích, jako jsou adice arylových skupin a vodíku na násobné vazby. Neustále probíhá výzkum dalších reakcí, které by mohly být katalyzovány komplexy mezoiontových karbenů.